# Csonka Ferenc (református lelkész)
Csonka Ferenc (Enying, 1822. szeptember 1. – Szentgál, 1891. november 13.) református lelkész, esperes.

## Élete
Atyja mészáros mester volt; 1832. április havában a pápai főiskolában kezdette középiskolai tanulmányait, hol tanulói pályája alatt a gymnasiumi tanulók énektanításával, 1845–1846-ban pedig a III. gymnasiumi osztály tanításával bízták meg. 1846. október 1. a győri egyház hivta meg akadémikus rektorságra, hol négy évig szolgált. Miután lelkészi vizsgáját letette, 1850. december 3. a szentgáli egyházban alkalmazták segédlelkészül; 1852. március 12. a balatonkövesdi egyház hivta lelkésznek; innét 1855. március 12. Alsóörsre, 1866. március 12. Szentgálra ment lelkésznek, hol olvasóegyletet és az uzsora veszedelmei ellen 1870-ben kölcsön segélyző-egyletet alapított. A veszprémi református egyházmegye 1861-ben számvevőjévé, 1868-ban tanácsbirájává, főjegyzőjévé s 1874-ben esperessé választotta. 1878-tól elnöke volt az egyházkerületi tanügyi bizottságnak, 1881-től az egyetemes tanügyi és énekügyi bizottságnak. Tagja volt a főiskolai igazgatótanácsnak is.

## Munkái
Egyházi beszéd, melyet elmondott Veszprémben 1878. jún. 16. tartott kerületi gyűlés alkalmával. Pápa, 1878.